# Dahlia
Dahlia sau dalia este un gen de plante din familia Asteraceae, ordinul Asterales.

## Răspândire

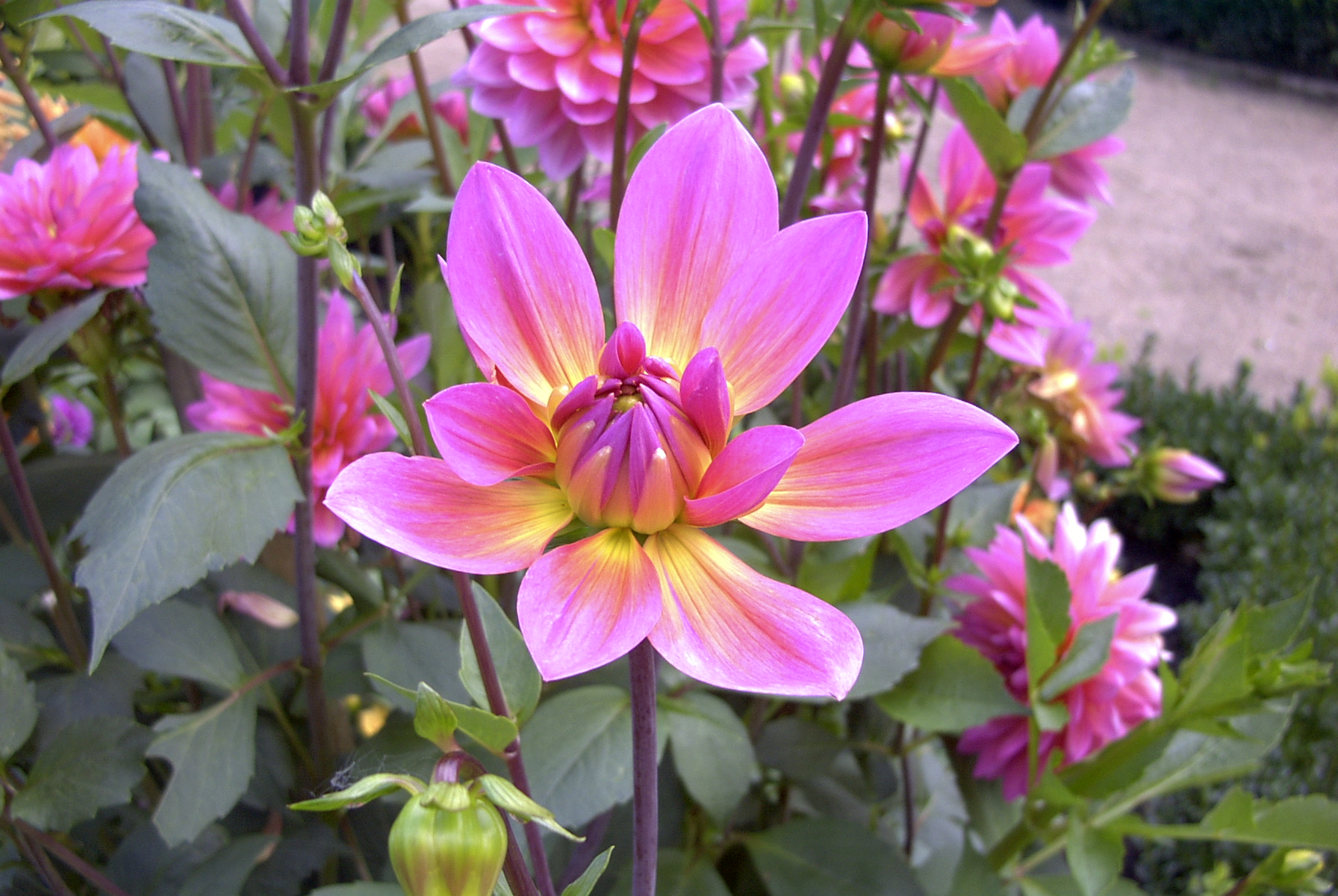
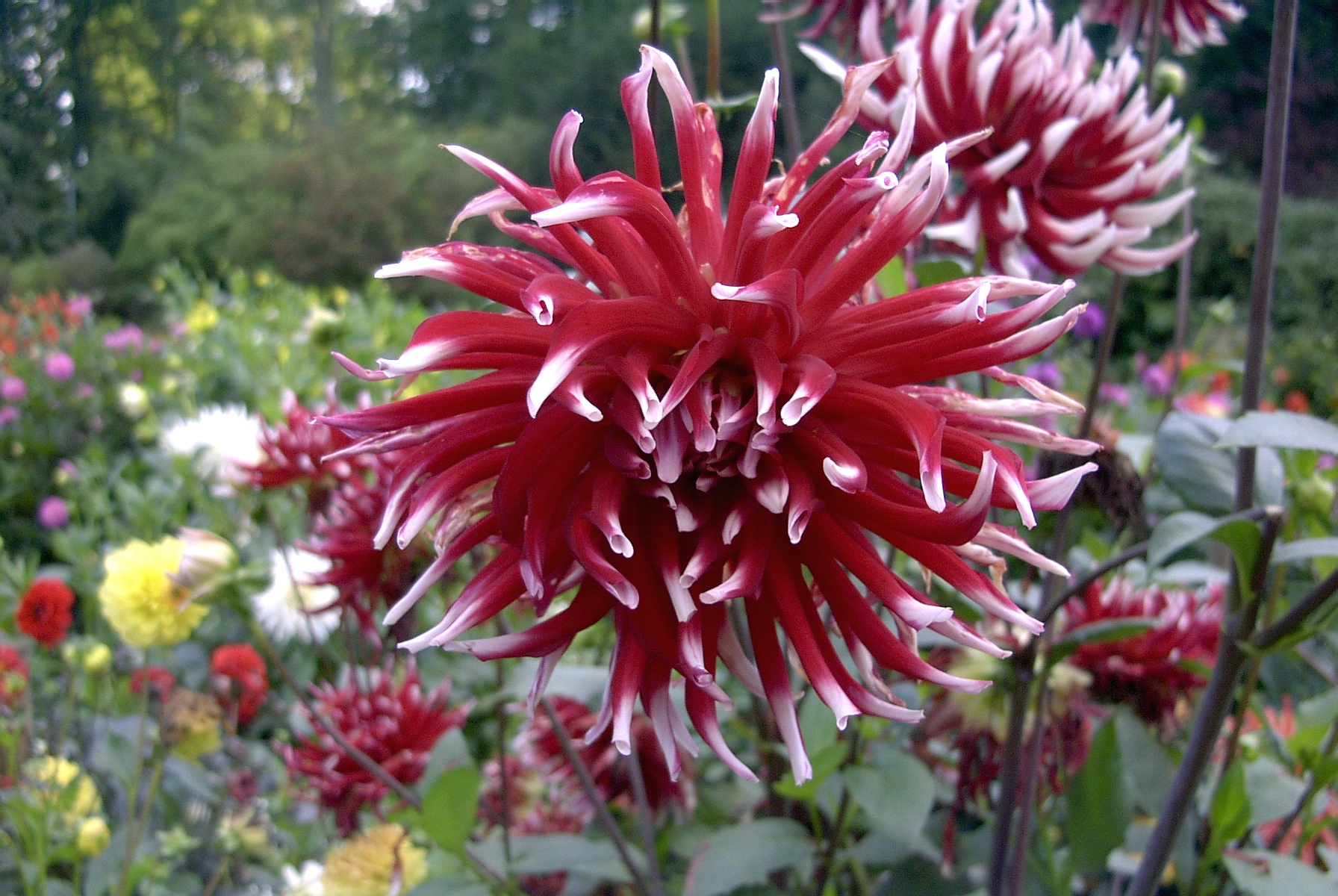
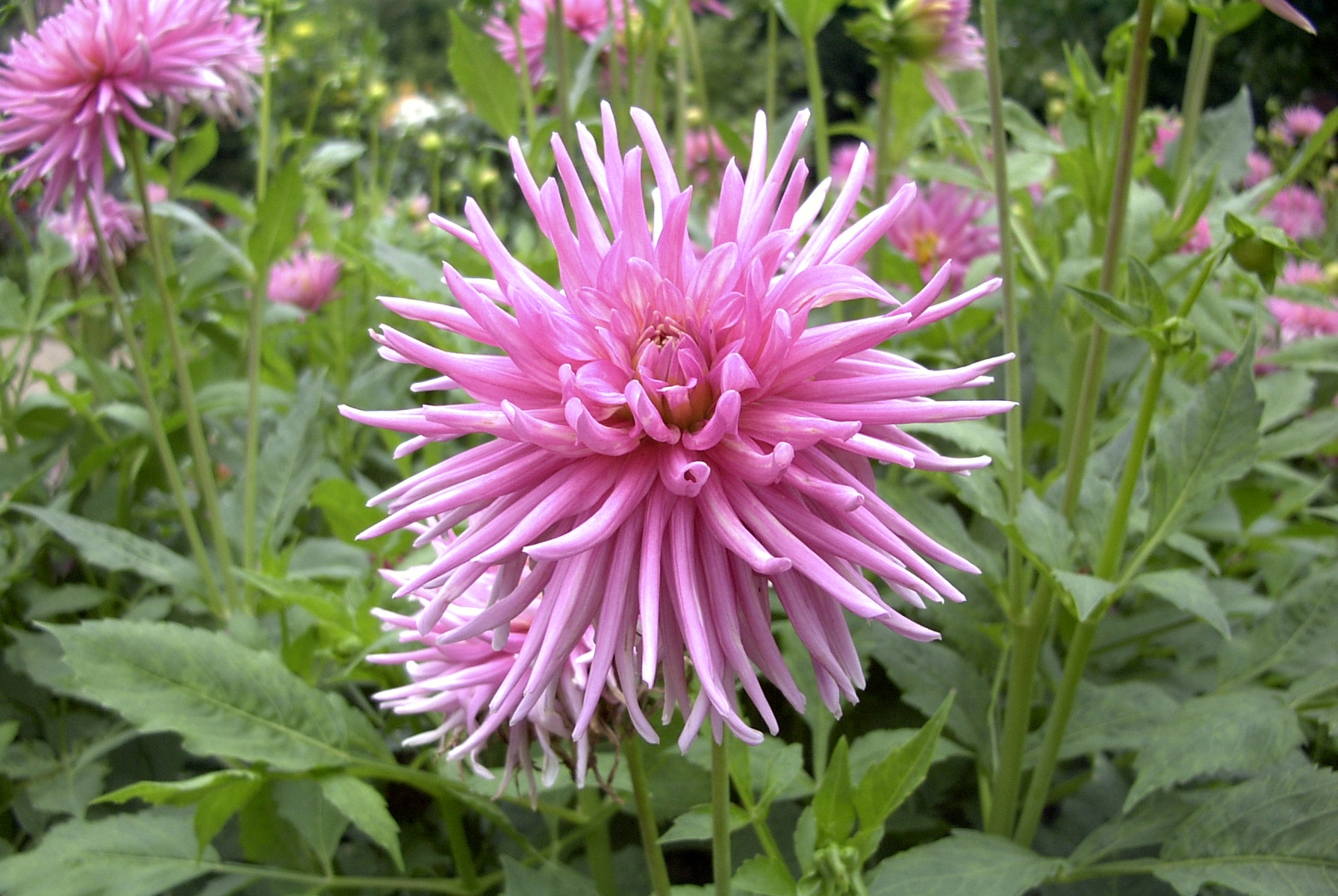
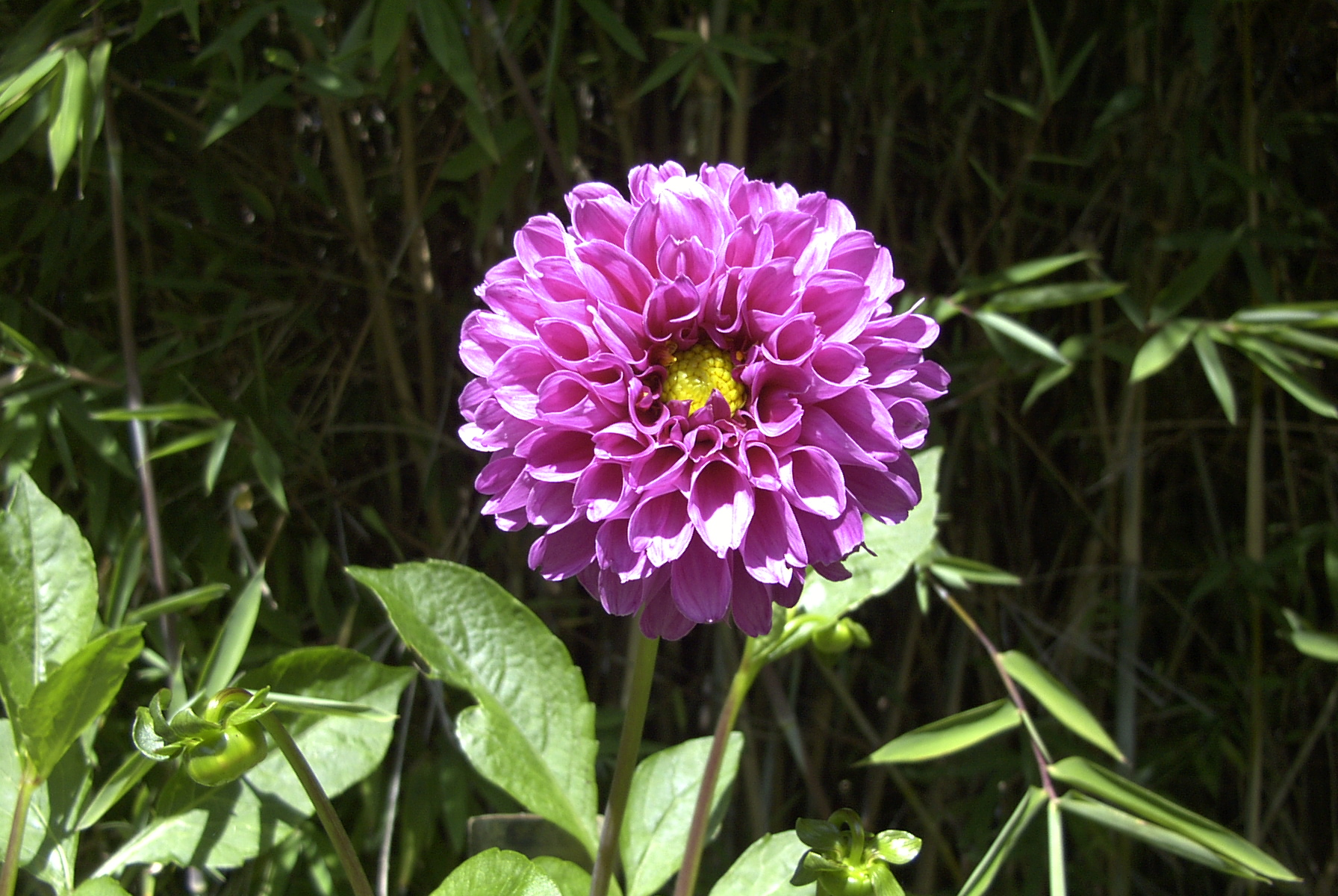
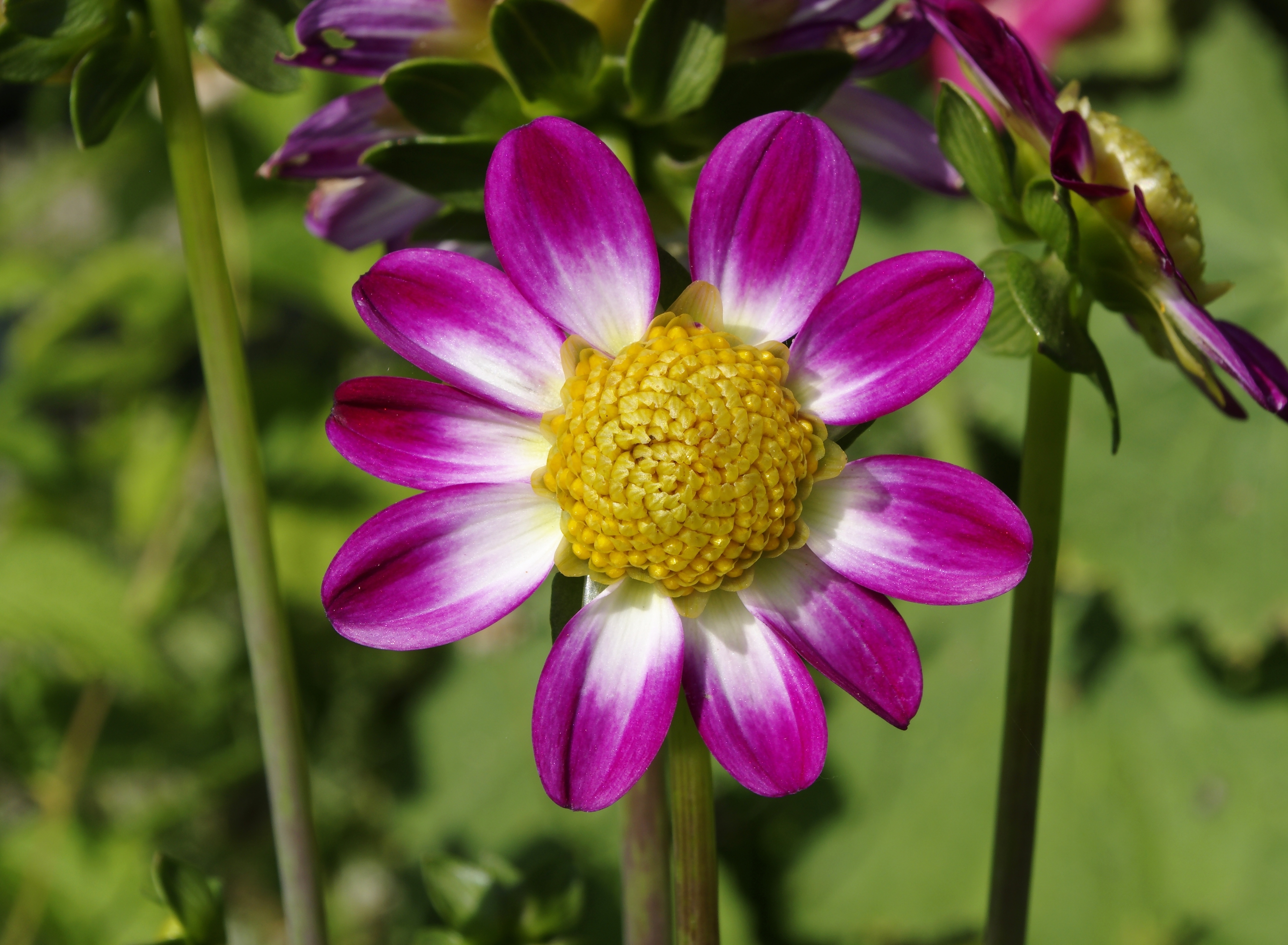
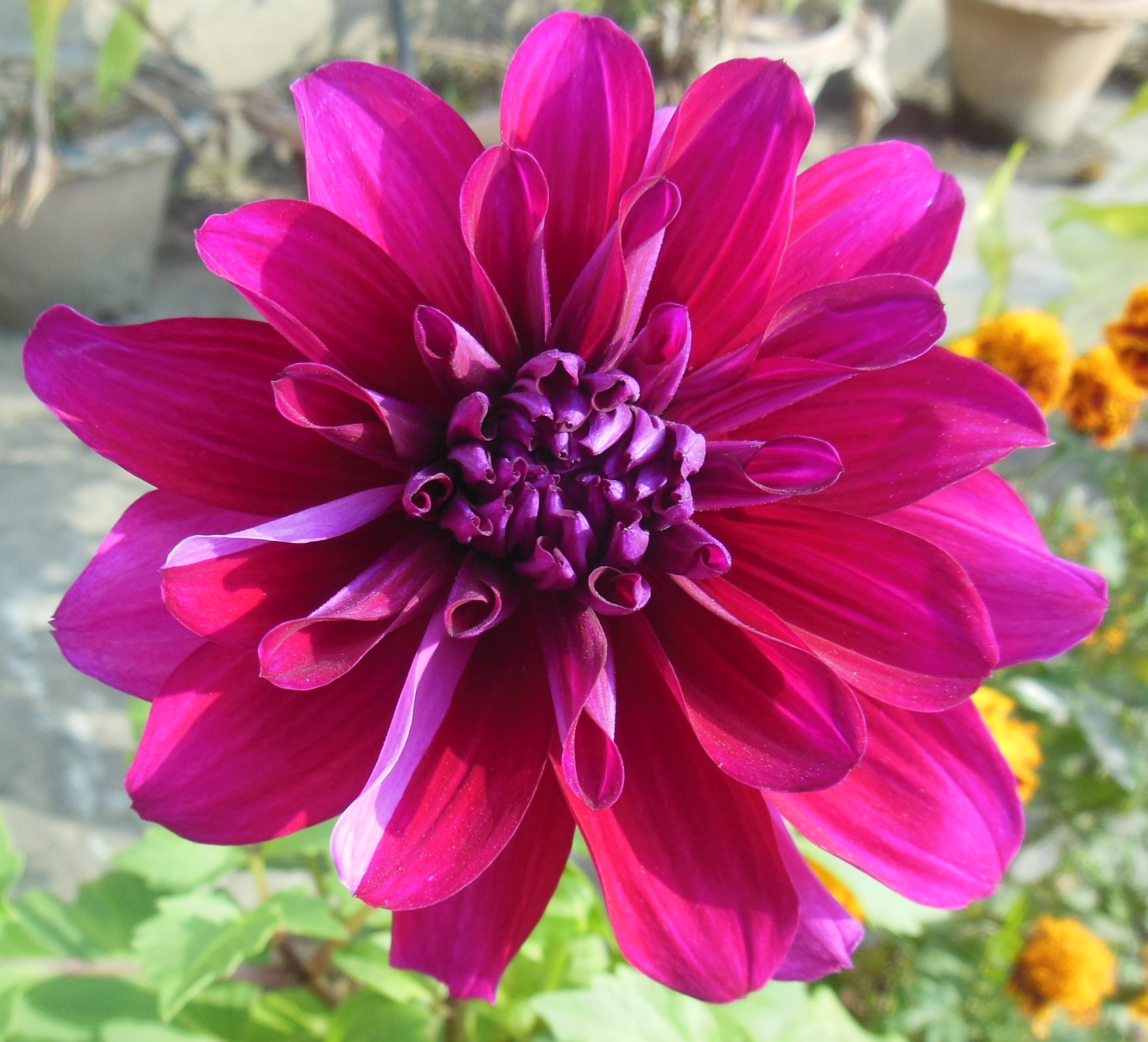

## Caractere morfologice
- Tulpina

- Frunza

- Florile

- Semințele

## Specii

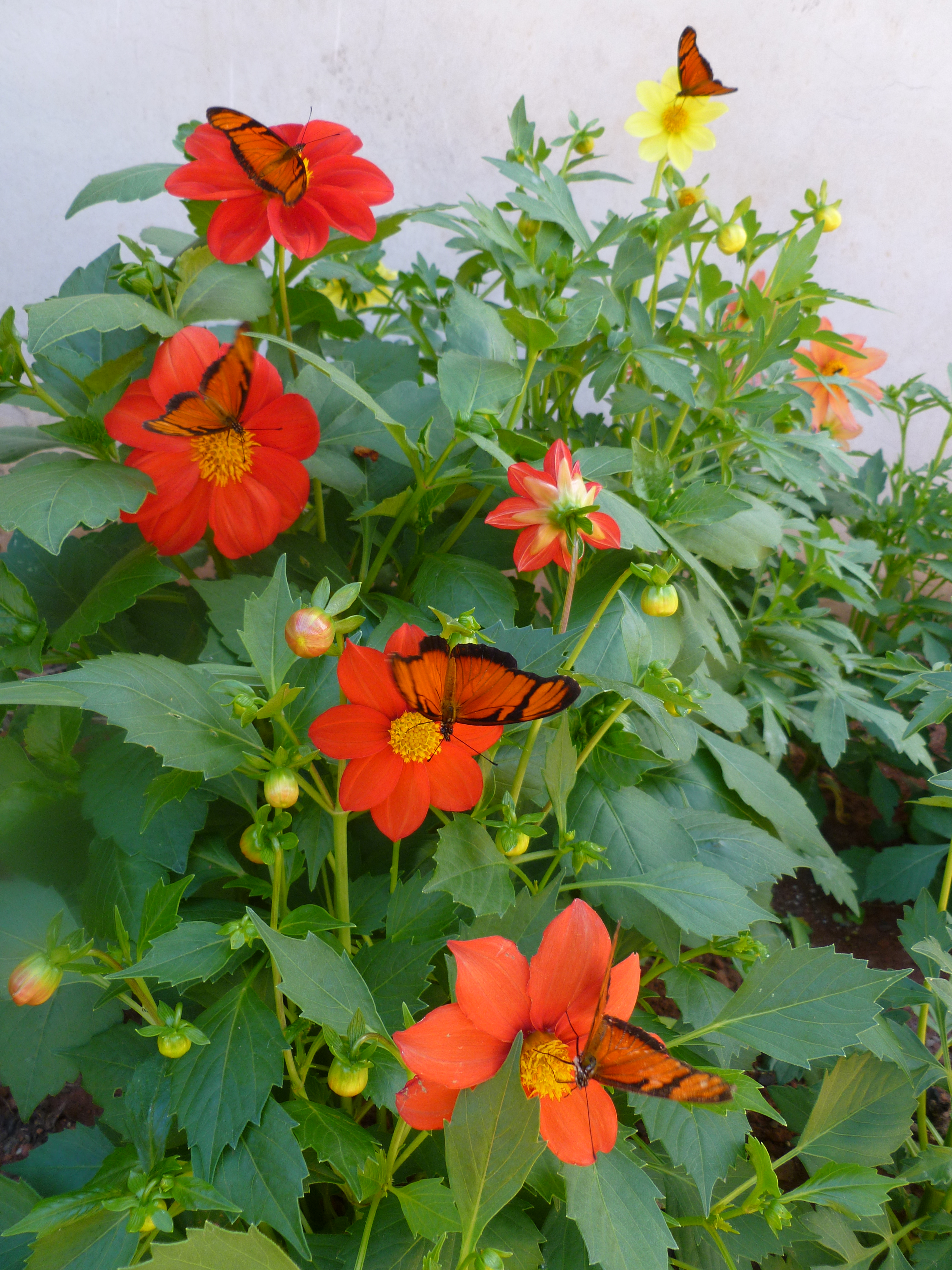
Dalia pitică

Există 42 de specii acceptate de plante cu flori în genul Dahlia:
- Secțiunea Pseudodendron Sherff
  - D. campanulata Saar, Sørensen, & Hjerting
  - D. excelsa Bentham (incert)
  - D. imperialis Rozel ex Ortgies
  - D. tenuicaulis Sørensen
- Secțiunea Entemophyllon Sørensen
  - D. congestifolia Sørensen
  - D. dissecta S. Watson
  - D. foeniculifolia Sherff
  - D. linearis Sherff
  - D. rupicola Sørensen
  - D. scapigeroides Sherff
  - D. sublignosa (Sørensen) Saar & Sørensen[3][4]
- Secțiunea Dahlia Sherff
  - D. apiculata (Sherff) Sørensen
  - D. atropurpurea Sørensen
  - D. australis (Sherff) Sørensen
  - D. barkeriae Knowles and Westcott
  - D. brevis Sørensen
  - D. coccinea Cavanilles
  - D. cordifolia (Sessé & Moc.) McVaugh syn. D. cardiophylla
  - D. cuspidata Saar, Sørensen, & Hjerting
  - D. hintonii Sherff
  - D. hjertingii Hansen and Sørensen
  - D. mollis Sørensen
  - D. moorei Sherff
  - D. neglecta Saar
  - D. parvibracteata Saar & Sørensen
  - D. pteropoda Sherff
  - D. purpusii Brandg.
  - D. rudis Sørensen
  - D. sherffii Sørensen
  - D. scapigera (A. Dietrich) Knowles & Westcott
  - D. sorensenii Hansen & Hjerting
  - D. spectabilis Saar, Sørensen, & Hjerting
  - D. tenuis Robinson & Greenman
  - D. tubulata Sørensen
  - Subsecțiunea  Merckii Sørensen
    - D. merckii Lehm. (sometimes spelled Dahlia merkii)
- Secțiunea Epiphytum Sherff
  - D. macdougallii Sherff
- Nerezolvate
  - D. pinnata Type (mai corect D. × pinnata)[5] Cel mai probabil (= D. coccinea × D. sorensenii).[6]
  - D. mixtecana J. Reyes, Islas & Art.Castro (posibil în Secțiunea Dahlia ori Secțiunea Entemophyllon)[7]
  - D. variabilis Desf. (dalia pitică)